# Casa de' Biffi
Casa de' Biffi è un palazzo di Firenze, situato in via dei Servi 1.

## Storia e descrizione
La casa presenta caratteri cinquecenteschi e si sviluppa su quattro piani (l'ultimo frutto di una soprelevazione) per quattro assi. Il repertorio di Bargellini e Guarnieri la segnala come casa modesta, ma con "delicate cornici", sorta su più antiche case dei Tedaldi per iniziativa di un "velettaio", quindi nella seconda metà del Cinquecento passata ai Biffi e, nel 1768, ai Pagani.
A filo del secondo ricorso (terzo piano) è uno scudo con un'arme con il campo partito (nel primo a due stelle ordinate in palo, nel secondo al destrocherio impugnante una bandiera sventolante) riconducibile alla famiglia Cappugi.

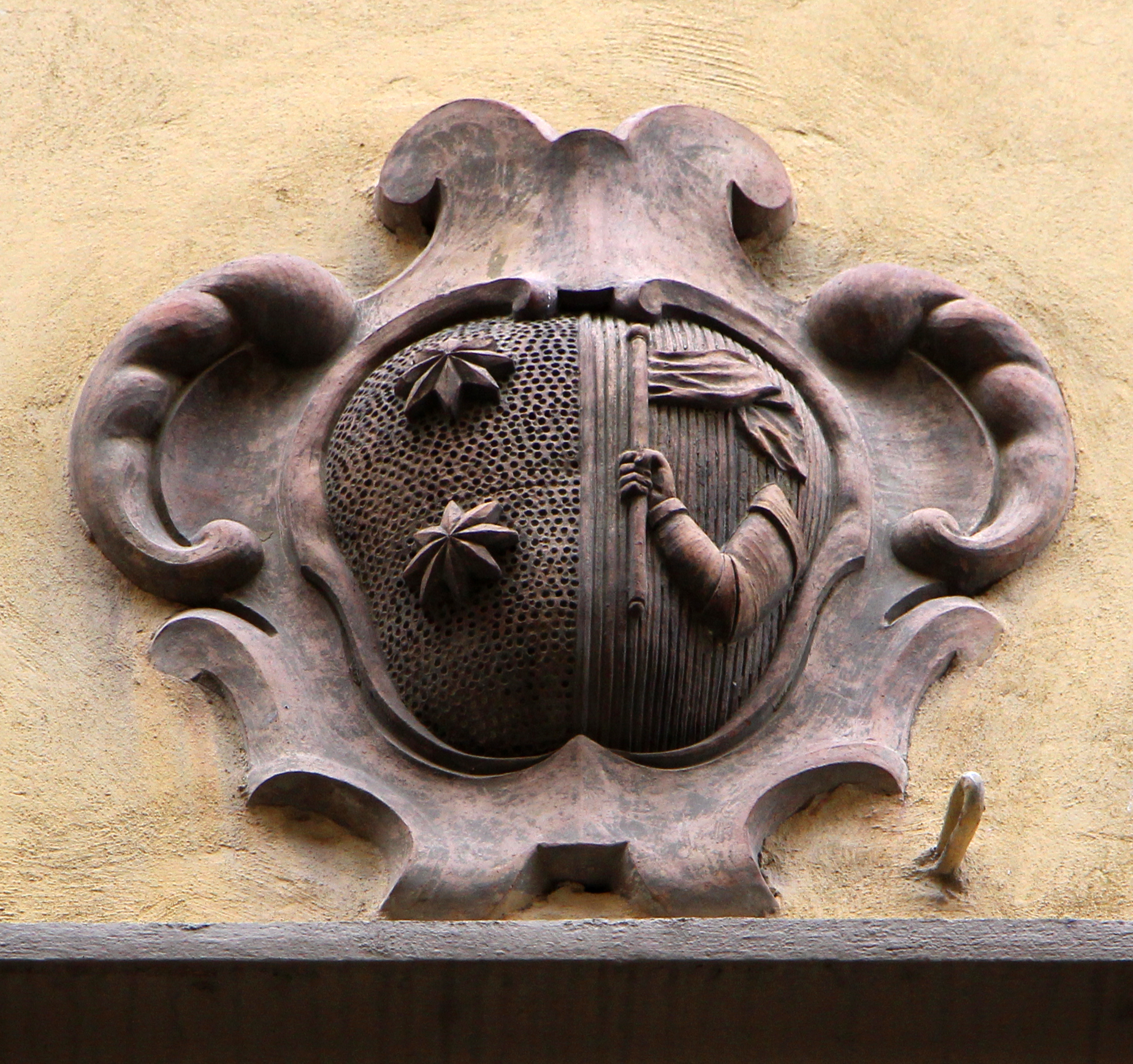
Lo stemma Cappugi